# Axel Glöggler
Axel Glöggler (* 9. September 1942 in Heidelberg) ist ein deutscher Ökonom,  Unternehmer und Autor. Er lebt in Aachen.

## Leben
Glöggler war Schüler an der Staatlichen Oberrealschule Hohenschwangau. Nach dem Abitur nahm er ein Studium der Wirtschaftswissenschaften auf an den Universitäten Frankfurt am Main, München und an der Hochschule für Welthandel in Wien. Sein Examen zum Diplomkaufmann machte er an der Universität Erlangen-Nürnberg, es folgte ein Bankvolontariat und Assistent am Institut für Industrie- und Verkehrspolitik der Universität Erlangen-Nürnberg. Die Promotion zum Dr. rer. pol. erfolgte bei Ernst Dürr mit der Bewertung summa cum laude.

## Leistungen
Glöggler war Ghostwriter für Parlamentarier und explorierte für die deutsche Bauindustrie in Kanada. Er trat in die Textilindustrie ein und war maßgeblich beteiligt am Aufbau des Textilkonzerns Glöggler. Zuletzt war er dort Generalbevollmächtigter Finanzen. Nach dem Scheitern des Konzerns baute er ein Beratungs- und Immobilienunternehmens und Emissionshauses für KG-, Atypische und Genossenschaftsbeteiligungen auf. Er entwickelte Aktivitäten in Thüringen und im Allgäu und beschäftigte sich mit der Restaurierung historischer Gebäude.
Seit 2004 ist Axel Glöggler auch als Autor tätig (Sachbücher und Belletristik). Er ist entschiedener Verfechter der „Offenen Gesellschaft“ Karl Poppers und Anhänger des „Kämpferischen Liberalismus“ von Friedrich von Hayek.

## Sonstiges
Axel Glöggler spielte im Team von E.V. Füssen Eishockey, mit dem er 1958 und 1960 die deutsche Jugendmeisterschaft gewann. Bei den Landtagswahlen in Bayern 1986 kandidierte er im Wahlkreis Rhön-Grabfeld für die FDP. Glöggler ist Sponsor von Nils Schumann, dem Olympiasieger im 800 Meter-Lauf, Sydney 2000.

## Schriften
- Die Liquiditätstheorie des Geldes. Ein empirischer Test für die Bundesrepublik Deutschland (= Beiträge zur Wirtschaftspolitik. Bd. 19). Rombach, Freiburg (Breisgau) 1972, ISBN 3-7930-0819-3.
- Der Friedman-Plan. Eine Alternative zu Ermessensentscheidungen im Bereich der Geldpolitik? In: Jürgen Badura, Otmar Issing (Hrsg.): Geldpolitik (= Wirtschaftswissenschaftliches Seminar. Bd. 10). Fischer, Stuttgart u. a. 1980, ISBN 3-437-40082-7, S. 38–45.
- Umrisse einer Kritik der Nationalökonomie. GRIN Verlag, München 2009, ISBN 978-3-640-39320-6.
- Unternehmer – Verkannte Elite? Von der Kleptomanie zur Meritokratie. Olms, Hildesheim u. a. 2009, ISBN 978-3-487-08487-9.
- On Verra. Verwirrung der Gefühle. Berührung der Genies. Aus der Jugend eines Flusses: Werra. Projekte-Verlag Cornelius, Halle an der Saale 2009, ISBN 978-3-86634-792-2.
- Untreue. Roman, GerMan-Verlag Oberleichtersbach/Rhön. 2. Auflage 2014, ISBN 978-3-00-041768-9
- Tu nichts Gutes  - Widerfährt dir nichts Böses, Pro Business 2018, ISBN 978-3-96409-014-0